# 마드리드주
마드리드주(스페인어: Comunidad de Madrid)는 스페인의 스페인의 광역자치주 17개 중 하나이다. 이베리아반도와 메세타 고원 중심부에 있으며 수도인 마드리드가 있다. 마드리드 지방은 동쪽과 남쪽으로는 카스티야라만차 지방, 북쪽과 서쪽으로는 카스티야이레온 지방에 접해 있다. 당시 카스티야라누에바의 역사적 지역을 포함했던 옛 마드리드 현의 범위를 바탕으로 1983년 공식적으로 만들어졌다.
마드리드 지방은 대부분 마드리드 도시권에 집중되어 있는 거주민 6,369,160명 (2011년 기준)으로, 스페인에서 세 번째로 인구가 많다. 자치 지방 중에서 가장 인구 밀집도가 높은 곳이기도 하다. 마드리드 지방의 경제는 스페인에서 가장 경제 규모가 큰 카탈루냐 지방과 거의 규모가 같다. 게다가 마드리드 지방은 스페인에서 1인당 소득이 가장 높은 곳이기도 하다.

## 경제

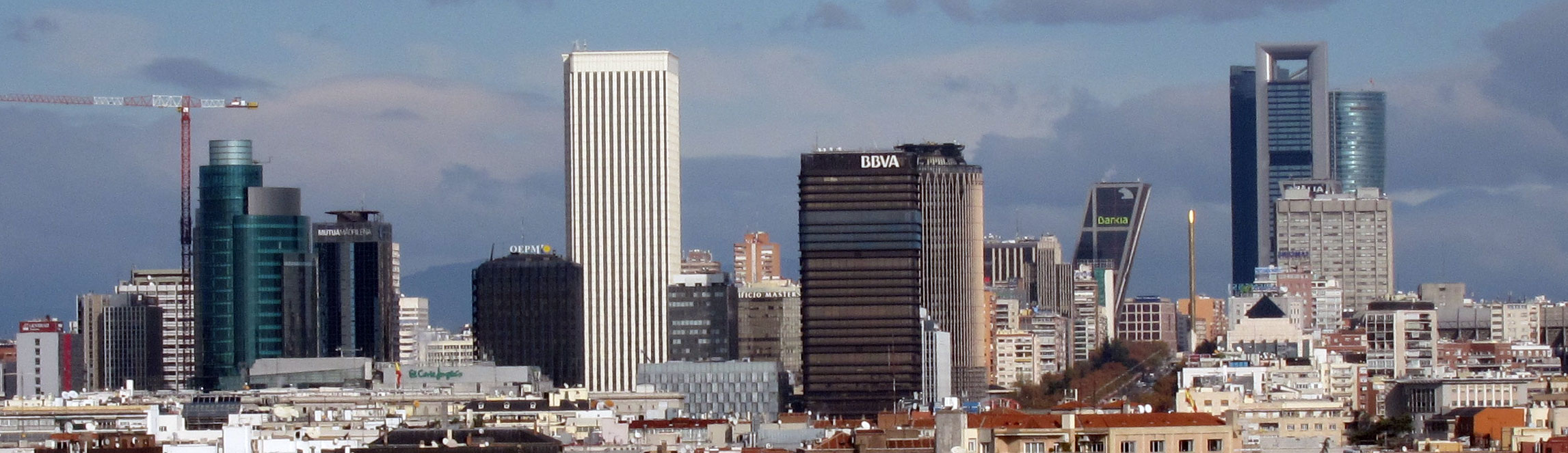
마드리드 스카이라인.

마드리드는 2014년 기준으로 스페인에서 31,004 유로로 1인당 소득이 가장 높은 곳이다 - 스페인 평균에 비해서 아주 높은 수치이고 바스크 지방 (€29,683), 나바라 지방 (€28,124), 카탈루냐 지방 (€26,996)이 그 뒤를 이었다. 같은 해에 마드리드 지방의 GDP 성장률은 1.0%였다. 마드리드는 2009년에 2,198억 유로의 GDP를 보유했었으며; 이는 스페인에서 가장 큰 지역인 안달루시아 (1,674억 유로)를 앞서 GDP 2,304억 유로를 기록한 카탈루냐에 이은 두 번째이다.

## 인구
| 연도        | 인구      | ±%     |
| ----------- | --------- | ------ |
| 1900        | 775,034   | —      |
| 1910        | 878,641   | +13.4% |
| 1920        | 1,067,637 | +21.5% |
| 1930        | 1,383,591 | +29.6% |
| 1940        | 1,579,793 | +14.2% |
| 1950        | 1,926,311 | +21.9% |
| 1960        | 2,606,254 | +35.3% |
| 1970        | 3,792,561 | +45.5% |
| 1981        | 4,687,083 | +23.6% |
| 1991        | 4,947,555 | +5.6%  |
| 2001        | 5,423,384 | +9.6%  |
| 2011        | 6,489,680 | +19.7% |
| 2019        | 6,663,394 | +2.7%  |
| Source: INE |           |        |